# Сэой Отоси
Сэой Отоси (яп. 背負落 сэои отоси, бросок через спину с блокировкой ног атакуемого (опрокидывание после взваливания соперника на спину)) — приём в дзюдо, входящий в раздел бросков, группу бросков из стойки, класс бросков для проведения которых в основном используются руки. 
Бросок за вторым номером входит в группу хабукарета ваза. В эту группу входят приёмы, вошедшие в список приёмов дзюдо кю-го кю разработанного Дзигоро Кано в 1895 году и исключённые из списка приёмов списком син-го кю 1920 года. В настоящее время входит в список 67 приёмов Кодокан-дзюдо. . Представляет собой разновидность бросков Сэойнагэ, Иппон Сэойнагэ или Тай Отоси, но проводимый с колен (колена) .